# Stromboli (pirocorvetta)
La Stromboli è stata una pirocorvetta a ruote della Real Marina del Regno delle Due Sicilie, successivamente acquisita dalla Regia Marina.

## Storia
Varata nel 1843 nei cantieri britannici Picther di Northfleet, la nave, dopo il completamento, giunse a Napoli il 28 settembre 1844, entrando in servizio per la Marina borbonica il giorno successivo. Oltre alla macchina a vapore, una motrice alternativa Maudslay & Field a quattro cilindri oscillanti da 200 HP alimentata da due caldaie in rame, l'unità era dotata di due alberi, uno a vele quadre ed uno a vele auriche. Dotata di un armamento non particolarmente potente, era però agile e ben costruita.
Il 12 gennaio 1848, durante le prime fasi della rivolta in Sicilia, la Stromboli, aggregata alla squadra del conte d'Aquila, venne inviata nelle acque di Palermo per reprimere l'insurrezione: dato tuttavia che Ferdinando II aveva frattanto deciso di concedere la costituzione, le navi del conte d'Aquila, compresa la Stromboli, vennero richiamate senza aver eseguito alcuna azione bellica, ed anzi, il 19 gennaio, la nave trasportò a Palermo i documenti riguardanti le riforme approvate dal re. Sul finire di aprile la pirocorvetta portò a Napoli Agostino Plutino, con una richiesta di armistizio tra le forze dei rivoltosi e quelle borboniche.
Successivamente, tra fine aprile ed inizio maggio 1848, la pirocorvetta, al comando di Giacomo Ulloa, venne inviata in Adriatico, aggregata alla squadra del commodoro De Cosa, per portare aiuto a Venezia insorta ed ostacolare le operazioni navali austro-ungariche nell'Alto Adriatico: la squadra di cui l'unità faceva parte era composta, oltre che da essa, dalle pirofregate a ruote Carlo III, Guiscardo, Ruggiero, Roberto e Sannita, dalle fregate a vela Regina Isabella e Regina e da un brigantino, sotto il comando del commodoro Raffaele de Cosa. La Stromboli salpò il 4 maggio con a bordo il generale Guglielmo Pepe, che non era potuto partire prima perché febbricitante, e parte del suo stato maggiore. Durante la navigazione verso nord le navi, il 5 maggio, fecero tappa ad Ancona, dove sbarcarono il generale Pepe e 5.000 uomini. Raggiunta poi Venezia, la squadra incrociò tra le foci del Tagliamento e del Piave in attesa dell'arrivo delle navi sarde, e, pur senza combattere (vi era il divieto di aprire il fuoco se non attaccati), obbligò la flotta austroungarica a rinunciare al blocco navale della città.
Il 22 maggio 1848 la squadra napoletana, unitasi ad una formazione sardo-piemontese al comando del contrammiraglio Giuseppe Albini, avvistò al largo di Sacca di Piave una divisione austroungarica di minore forza. Essendo venuto meno il vento, Albini, disponendo solo di navi a vela, convinse De Cosa, per non perdere la superiorità numerica, a far prendere a rimorchio le unità piemontesi dalle pirofregate borboniche, ma il tutto venne eseguito in maniera talmente confusa che quattro piroscafi austroungarici fecero in tempo a raggiungere le navi della propria divisione ed a rimorchiarle sino a Muggia, le cui batterie costiere avevano a quel punto impedito ogni intervento della squadra sardo-napoletana: prima di sera solo la Regina e la fregata sarda San Michele erano giunte a tiro delle navi austroungariche, senza però essere passate all'attacco. Qualche settimana dopo, dopo aver brevemente stazionato insieme alle navi venete e piemontesi nelle acque antistanti Trieste, la squadra del Regno delle Due Sicilie venne richiamata in patria in seguito all'acuirsi delle ribellioni in Sicilia.
Il 30 agosto 1848 la Stromboli, aggregata alla squadra navale (fregate a vela Amalia, Regina Isabella e Regina, pirofregate a ruote Sannita, Carlo III, Ruggiero, Roberto, Archimede ed Ercole, sette trasporti truppe, pirocorvetta Nettuno ed otto cannoniere) inviata a reprimere l'insurrezione della Sicilia, venne inviata in Sicilia per reprimere la ribellione ed il 2 settembre bombardò Messina; ultimato il cannoneggiamento la flotta borbonica sbarcò a Messina 250 ufficiali e 6500 uomini, che conquistarono la città dopo tre giorni di scontri.
Successivamente, nel marzo 1849, nell'imminenza della seconda fase dell'invasione della Sicilia da parte delle truppe di Carlo Filangieri, la Stromboli trasportò dalla Calabria a Messina Giovanni Andrea Romeo ed Antonio Plutino, inviati nella città siciliana per trattare un armistizio, e poco dopo, il 26 marzo 1849, portò invece lo stesso generale Filangieri a Gaeta, dove questi sottopose a Ferdinando II i piani per la riconquista della Sicilia. Il 30 marzo la nave, con a bordo Filangieri, costeggiò parte della Sicilia fin verso Taormina e capo Schisò cannoneggiando diverse batterie in mano agli insorti, ed il 2 aprile appoggiò con il tiro delle proprie artiglierie l'avanzata delle truppe borboniche a Fiumedinisi e Forza d'Agrò. Il 5 aprile la Stromboli, insieme alle pirofregate Sannita, Carlo III, Roberto, Ruggiero, Ercole ed Archimede, bombardò con i propri cannoni i fortini detti di Sant'Agata, Colonnetta, Palermo e Messina, situati intorno al porto di Catania.
Terminate le operazioni in Sicilia, dopo il maggio 1849 la Stromboli incrociò nel Mar Ionio, tra Gerace e Catanzaro, al comando del tenente di vascello Vincenzo Salazar, per intercettare imbarcazioni con a bordo oppositori del re in fuga: il 10 luglio 1849 la pirocorvetta avvistò una feluca che aveva a bordo 16 membri del comitato rivoluzionario della Sicilia, ma, ritenendo si trattasse di una barca di pescatori, la lasciò andare, poi avvistò in rapida successione due trabaccoli, il Gesù e Maria ed il S. Maria di Porto Salvo, che avevano lasciato la Sicilia e la Calabria con a bordo circa 600-500 ex rivoluzionari, indipendentisti siciliani ed oppositori del regime borbonico, tra i quali una trentina di ufficiali compresi Ignazio Ribotti e Giacomo Longo, diretti a Corfù per evitare la cattura, nonché munizioni, sette cannoni e 650 fucili. Avvistato il Gesù e Maria ed issata bandiera britannica, Salazar diresse a tutta forza verso i due trabaccoli, quindi alzò la bandiera del Regno delle Due Sicilie e sparò due colpi d'intimidazione, inducendo così il trabaccolo a fermarsi; quando anche la seconda imbarcazione fu arrivata, venne a sua volta catturata. La Stromboli trainò quindi i due trabaccoli dapprima a Reggio Calabria, dove venne sbarcata una parte dei prigionieri il 12 maggio, e poi, il 15, a Napoli, dove furono imprigionati i rimanenti.
Il 15, 16 e 17 gennaio 1859 la pirocorvetta imbarcò 66 prigionieri politici ai quali era stata commutata la pena dell'ergastolo con quella dell'esilio (tra di essi Carlo De Angelis, Carlo Poerio, Luigi Settembrini e Silvio Spaventa) provenienti dai carceri rispettivamente di Montesarchio e Nisida, Procida e Santo Stefano e venne rimorchiata da Santo Stefano ad Algeciras e poi a Cadice dalla pirofregata Ettore Fieramosca. Doppiato Capo Teulada nella notte tra il 18 ed il 19 gennaio e Capo Palos in quella tra il 20 ed il 21, le due navi passarono lo stretto di Gibilterra la sera del 22 dirette a Cadice, ma dovettero riparare ad Algeciras nella notte successiva, causa una burrasca. Ripartite alla mezzanotte del 25 febbraio, le due unità giunsero a Cadice alle otto del mattino successivo. I prigionieri, trasbordati a Cadice il 18 febbraio dalla Stromboli, a bordo della quale erano stati sino ad allora detenuti, sulla nave statunitense David Stewart per essere condotti a New York, riuscirono poi, minacciando di denuncia il comandante americano all'arrivo a New York, a farsi sbarcare in Irlanda.
Il 20 aprile 1860, durante i moti siciliani che precedettero l'impresa dei Mille, la Stromboli venne inviata a perlustrare, insieme alla pirofregata a ruote Archimede, la costa tra Mazara e Capo Passero. Successivamente la nave venne inviata a Tunisi, da dove si temeva che si cercasse di portare aiuto ai rivoltosi.
Il 9 maggio del 1860 la Stromboli (al comando del capitano di fregata Guglielmo Acton), insieme ad altre tre unità borboniche, la fregata a vela Partenope, la corvetta Valoroso ed il piroscafo armato Capri, venne inviata a Marsala per contrastare lo sbarco dei Mille dai piroscafi Piemonte e Lombardo. La pirocorvetta, precedendo di mezz'ora il Capri e la Partenope, in quanto il primo era rallentato dalla seconda, che aveva preso a rimorchio per poter ridurre i tempi di navigazione, giunse in quel porto l'11 maggio 1860, mentre lo sbarco era già in corso.  Vedendo la Stromboli in avvicinamento, Nino Bixio, al comando del Lombardo, portò la sua nave ad incagliarsi all'imboccatura del porto, per evitare che il Piemonte fosse attaccato: quando poi la pirocorvetta borbonica aprì il fuoco contro il Piemonte (secondo altre fonti contro il Lombardo), i comandanti Winnington Ingraham e Marryat delle cannoniere britanniche Argus ed Intrepid, insieme al console inglese Cossins, raggiunsero sulla Stromboli Acton e gli comunicarono di non poter partire perché avevano degli uomini a terra, e soprattutto che lo avrebbero ritenuto responsabile se le proprietà inglesi della zona (a Marsala vi erano diversi magazzini e stabilimenti vinicoli di società britanniche) fossero rimaste danneggiate: pur avendo assicurato di tirare solo contro il molo ed i garibaldini, Acton dovette infine dare ordine di cessare il fuoco. Sopraggiunte anche Capri e Partenope, le tre navi non aprirono il fuoco per timore di colpire l'Argus e l'Intrepid, dato che queste erano ormeggiate nei pressi del Piemonte e del Lombardo: quando infine navi del Regno delle Due Sicilie aprirono il fuoco, eseguirono un cannoneggiamento molto blando, quasi privo di risultati, anche perché le poche cannonate sparate vennero tirate troppo corte ed ormai la pressoché totalità dei garibaldini era già sbarcata. Prima di abbandonare Marsala per Palermo la squadra cannoneggiò il Piemonte ed il Lombardo ormai abbandonati, e la Stromboli catturò il Piemonte, che rimorchiò poi a Napoli, mentre il Lombardo, che era semiaffondato, venne abbandonato sul posto dopo un inutile tentativo di disincagliarlo. Le navi napoletane lasciarono Marsala verso le sei e mezza del mattino del 12 maggio.
Inviata poi a pattugliare le acque tra Trapani e le Egadi insieme alla Partenope ed all'avviso Maria Teresa, la pirocorvetta venne richiamata il 20 maggio a Palermo, per essere messa a disposizione del generale Ferdinando Lanza.
Ai primi di settembre del 1860 la Stromboli, al pari della quasi totalità della flotta del Regno delle Due Sicilie, non seguì Francesco II delle Due Sicilie nella sua fuga a Gaeta, e rimase invece a Napoli, dove il 7 settembre passò al Regno di Sardegna, per la cui Marina entrò in servizio il successivo 17 novembre. Il 17 marzo 1861 la nave entrò in servizio per la neocostituita Regia Marina italiana, classificata corvetta di II rango a ruote.
Unità ormai anziana, la Stromboli venne posta in riserva a Napoli già il 10 giugno 1862. Declassata corvetta a ruote di III ordine il 14 giugno 1863, la nave venne radiata il 20 marzo 1865, venendo venduta a privati a Napoli il 7 maggio dello stesso anno.